# Nasser bin Abdulaziz
Nasser bin Abdulaziz Al Saud (1911-15 de septiembre de 1984) fue uno de los primeros gobernadores de Riad y un miembro de la Casa de Saud.
El Príncipe Nasser nació en Riad en 1911. Hay otros informes, dando a su fecha de nacimiento en 1913 y en 1921. Fue el sexto hijo del Rey Abdulaziz. Su madre era Bazza, una mujer marroquí. El Príncipe Nasser no tenía hermanos o hermanas de padre y madre. Recibió la educación en Riad en la escuela del palacio, aprendió el Corán, la equitación y las técnicas de guerra.
El Príncipe Nasser no podía caminar y utilizó una silla de ruedas en sus últimos años. Murió el 15 de septiembre de 1984 y fue enterrado en Riyadh.
Su familia fundó el Centro para el Autismo Príncipe Nasser bin Abdulaziz, un organismo afiliado del Centro de Autismo de Arabia y el centro fue inaugurado en abril de 2012.